# كليرترب
كانت تعرف سابقاً باسم كليرترب لخدمات السفر الخاصة المحدودة. هي شركة سفر عالمية عبر الإنترنت، يقع مقرها الرئيسي في بنغالور، الهند. تدير الشركة موقعًا إلكترونيًا لتجميع رحلات السفر عبر الإنترنت لحجز الرحلات الجوية[بحاجة لمصدر] وتذاكر القطار وحجوزات الفنادق والأنشطة في الهند ودول الشرق الأوسط. لديها مكاتب في جميع أنحاء الهند والإمارات العربية المتحدة والمملكة العربية السعودية ومصر.

## تاريخها
تأسست كليرترب في عام 2006 كفنادق ومجمعات جوية من قبل ستيوارت كرايتون وهروش بهات وماثيو سباسي. بالنظر إلى التفكك الذي كان موجودًا في قطاع السفر والضيافة الهندي، قرر المؤسسون الدخول إلى مساحة السفر عبر الإنترنت.
تقوم كليرتريب أيضًا بتشغيل كليرتريب للأعمال، وهي أداة لإدارة سفر الشركات عبر الإنترنت. صندوق الوكيل، أداة سفر لوكلاء السفر؛ وكليرترب موبايل تطبيق لحجز السفر للأجهزة المحمولة. في عام 2012، أطلقت خدمات جديدة مثل كوكيز، تطبيق حجز الفنادق وخدمات تخطيط الرحلات الأخرى.
في أبريل 2012، أطلقت كليرترب تطبيق أي أو إس مع ميزة البحث على شاشة مقسمة لتمكين نتائج البحث ذهابًا وإيابًا. يأتي التطبيق أيضًا مع ميزة الموقع الجغرافي لاختيار المطار للمغادرة من الموقع الحالي. تتيح منصة البحث الخاصة بالتطبيق أيضًا للمستخدمين التبديل من وإلى المدن بنقرة واحدة. يعمل التطبيق أيضًا على كل من أي أو إس وأندرويد.
في يناير 2013، جلبت كليرتريب تذاكر الطيران والقطارات والحافلات إلى دفتر حسابات آبل. في العام نفسه، نفذت الشركة مشروعًا ضخمًا لإعادة تصميم واجهة المستخدم، تَكسيدو حيث جرى التفكير في كل مجال في الموقع من حيث الموضع والعرض والعمل.
في عام 2014، كُرمت كليرترب موبايل كجزء من أفضل اتجاهات العام من آبل لعام 2014 وظهرت أيضًا على أنها "Editor's Pick".
في عام 2015، أصبحت كليرترب أول وكالة سفر هندية عبر الإنترنت تُعرض على ساعة آبل وبحلول نهاية عام 2015، تجاوزت حركة مرور التطبيقات الخاصة بها حركة مرور الويب وشكلت  59 في المئة من إجمالي حركة المرور. بحلول مايو 2016، كان ما يقارب 75٪ من حركة مرور كليرترب تأتي عبر الأجهزة المحمولة.
في أبريل 2018، أطلقت كليرتريب نسخة عربية من موقعها على الإنترنت لاستهداف المجتمع العربي المتنامي في منطقة دول مجلس التعاون الخليجي.
في مايو 2018، أطلقت كليرترب تطبيقًا للمساعد الصوتي إلكسا من أمازون والذي يمكّن مستخدمي إلكسا من البحث الصوتي عن خيارات السفر الجوي.
مع إجمالي قيمة حجز 1.4 مليار دولار وعائدات بقيمة 110 مليون دولار، حققت كليرترب نموًا سنويًا يزيد عن 40٪ في منطقة الشرق الأوسط وشمال أفريقيا، مدفوعًا بالتحول المتزايد من الإنترنت إلى الإنترنت.
في عام 2018، سُميت كليرترب كواحدة من بين الشركتين الوحيدتين اللتين اتبعتا اللائحة العامة لحماية البيانات وسمحت للمستخدمين بحذف المعلومات الشخصية المرتبطة بحساباتهم.
في يونيو 2020، أعلنت كليرتريب عن إطلاق السفر الآمن، وهي مبادرة سمحت للعملاء بالحصول على معلومات حول أحدث قيود السفر بسبب جائحة كوفيد-19.
منذ استحواذ فليبكيرد على كليرترب، شاركت الشركة في حدث يوم فليبكارت بيغ بيليون في أكتوبر 2021. وقد عينت أنيل كابور سفيرًا لعلامتها التجارية.
أعلنت الشركة عن خطتها لتوسيع قوتها العاملة بنسبة 50 ٪ بحلول مارس 2022.
في أكتوبر 2021، عينت كليرتريب المدير التنفيذي السابق مينترا أيابان للشركة كرئيس تنفيذي جديد لها.

## الشراكة
في عام2017  أعلنت كليرترب عن شراكة مع جوجل لتطبيق البحث عن الرحلات الجوية.
في مايو 2018، وسعت كليرتريب شراكتها مع كلوك وميوزمينت، منصات النشاط العالمية لتضخيم خدمات السفر المتكاملة في 48 دولة أوروبية و18 دولة في جنوب شرق آسيا.